# NGC 6761
NGC 6761 ist eine linsenförmige Galaxie vom Hubble-Typ SB0 im Sternbild Teleskop am Südsternhimmel. Sie ist rund 250 Millionen Lichtjahre von der Milchstraße entfernt.
Das Objekt wurde am 8. Juli 1834 von dem britischen Astronomen John Herschel entdeckt.